# Estádio Engenheiro Alencar de Araripe
Estádio Engenheiro Alencar de Araripe – stadion piłkarski, w Cariacica, Espírito Santo, Brazylia, na którym swoje mecze rozgrywa klub Desportiva Capixaba.
Pierwszy gol: Roberto Almeida (Desportiva, contra)